# نورث بیچ هیون (نیوجرسی)
نورث بیچ هیون (به انگلیسی: North Beach Haven) یک منطقهٔ مسکونی در ایالات متحده آمریکا است که در لانگ بیچ، نیوجرسی واقع شده‌است. نورث بیچ هیون ۴٫۷۴۰ کیلومتر مربع مساحت و ۲٬۲۳۵ نفر جمعیت دارد و ۱ متر بالاتر از سطح دریا واقع شده‌است.